# HD 187195
Désignations
HD 187195 est une géante orange de magnitude 6 située dans la constellation de l'Aigle. Elle se trouve à environ 286 années-lumière de la Terre.

## Observation
C'est une étoile située dans l'hémisphère sud céleste, mais très proche de l'équateur céleste. Cela signifie qu'elle peut-être observée sans aucune difficulté depuis toutes les régions habitées de la Terre et qu'elle n'est invisible que bien au-delà du cercle arctique. Dans l'hémisphère sud, en revanche, elle n'apparaît circumpolaire que dans les zones les plus intérieures de l'Antarctique. Sa magnitude de 6 la place à la limite de la visibilité à l'œil nu, donc pour être observé sans l'aide d'instruments, il faut un ciel nocturne et éventuellement sans Lune.
Le meilleur moment pour l'observer dans le ciel nocturne se situe entre fin juin et novembre. Dans les deux hémisphères, la période de visibilité reste à peu près la même, grâce à la position de l'étoile non loin de l'équateur céleste.

## Caractéristiques
L'étoile est une géante orange. Elle a une magnitude absolue de 1,29 et sa vitesse radiale indique qu'elle se rapproche du Système solaire.